# Saint-Cyr-sous-Dourdan
Saint-Cyr-sous-Dourdan – miejscowość i gmina we Francji, w regionie Île-de-France, w departamencie Essonne.
Według danych na rok 1990 gminę zamieszkiwało 846 osób, a gęstość zaludnienia wynosiła 86 osób/km² (wśród 1287 gmin regionu Île-de-France Saint-Cyr-sous-Dourdan plasuje się na 665. miejscu pod względem liczby ludności, natomiast pod względem powierzchni na miejscu 389.).